# Ионов, Фёдор Маркович
Фёдор Маркович Ионов (Фишель Мордкович Койген) (партийные псевдонимы — Ионов, Ион, Рыжий) (1870 — 1923) — российский революционер, член Заграничного бюро ЦК РСДРП.

## Биография
Родился в еврейской семье, получил традиционное еврейское религиозное образование. В середине 1880-х увлекался толстовством. С 1890-х в революционном движении, являлся членом «Бунда» (принадлежал к левому крылу), РСДРП, РКП(б). Окончил Одесский медицинский институт, где получил диплом дантиста. В 1895 организовал в Одессе среди евреев кружок слесарей, вёл социалистическую пропаганду. В мае 1897 осуждён к административной высылке на 4 года в Восточную Сибирь. После освобождения становится членом ЦК (центрального комитета) «Бунда». В 1907 был делегатом V съезда РСДРП. С 19 мая (1 июня) 1907 до 26 декабря 1911 (8 января 1912) состоял членом ЦК РСДРП. Был арестован и в июле 1908 осуждён к административной высылке на три года в Вологодскую губернию, потом ввиду болезни выслан за границу. Участвовал в V конференции РСДРП. С января 1910 член Заграничного бюро ЦК РСДРП. В начале Первой мировой войны проживал в Королевстве Италия, с 1916 до 1919 в Женеве. Октябрьскую революцию вначале не принял, сочувствуя меньшевикам, однако вскоре перешёл на большевистские позиции. В конце 1919 или начале 1920 вернулся в РСФСР, где работал в Вотском областном комитете РКП(б). Затем до 1923 лечился от туберкулёза и работал консулом СССР в Италии, где и умер (по другим данным — умер в Берлине).